# Локомотивное депо
Локомоти́вное депо́ (Тя́говая часть, ТЧ) — железнодорожное депо, в котором производится техническое обслуживание или ремонт локомотивов.
Локомотивные депо подразделяются на основные депо, служащие местом приписки локомотивов, и оборотные, в которых производится подготовка локомотивов к следованию с поездами в направлении основного депо. В основных депо производится ремонт и техническое обслуживание локомотивов, в оборотных депо имеются пункты экипировки и проведения локомотивам технического осмотра второго объёма (ТО2) и дома отдыха локомотивных бригад.

## История локомотивных депо в России
При строительстве железных дорог паровозные депо строились в зависимости от сложности профиля участка на расстоянии от 50 до 100 километров друг от друга. На линии Петербург — Москва паровозные депо располагались через одно: одно основное, одно оборотное. Количество паровозных стойл в депо определялось исходя из предполагаемых размеров движения по участку. Первоначально и вагоны ремонтировались в паровозных депо, однако уже через пять — 10 лет после начала функционирования железных дорог вагонные депо и мастерские выделялись в самостоятельные предприятия. Управление и теми и другими осуществлялось до 1933 года единой службой подвижного состава. С 3 июля 1933 года, решением Совета народных комиссаров (СНК) Союза ССР, вагонное хозяйство было выделено в самостоятельную отрасль на железнодорожном транспорте. С началом массового перехода на электрическую и тепловозную тягу депо, обслуживающее тепловозы или электровозы стали называться «локомотивное депо», а депо, обслуживающие электропоезда и дизель-поезда — моторвагонными (при этом такие депо обычно имеются несколько маневровых тепловозов) или электродепо.
Депо стали также разделять по назначению на грузовые (депо расположенные на крупных узловых и сортировочных станциях), пассажирские (депо расположенные у крупных пассажирских станций), моторвагонные и маневровые. Многие основные депо выполняют роль оборотных для других депо (например, основные локомотивные депо Ртищево, Петров Вал и Сенная являются оборотными для депо Саратов). Многие локомотивные депо являются одновременно и пассажирскими, и грузовыми, и маневровыми (Саратов, Ртищево, Оренбург по сей день, депо Волгоград в 80-е годы XX века).

## Обустройство локомотивных депо
На территории локомотивного депо предусматриваются:
- поворотный круг или поворотный треугольник для разворота локомотива;
- пункт технического обслуживания локомотивов;
- цеха ремонта локомотивов.

Кроме вышеперечисленных зданий и обустройств в локомотивных депо также могут быть расположены:
- котельные;
- очистные сооружения;
- пункты обмывки локомотивов;
- другие производственные объекты.

## Планировка территории цехов и территории депо
Локомотивные депо за свою историю имели много вариантов планировки зданий цехов. Так первые локомотивные депо, построенные на линии Петербург — Москва, имели круглые в плане паровозные сараи. Постановка паровозов в эти депо производилась путём передвижения паровоза по одному из сквозных путей депо с последующей постановкой на нужную канаву с помощью поворотного круга устроенного в центре сарая. Позднее стали применять веерную планировку депо. Известны варианты конструкции с поворотным кругом (большинство депо) и с движением локомотива по стрелочной улице. В веерных депо с поворотным кругом локомотив двигался по ходовому пути на поворотный круг и затем устанавливался на нужный путь.
В начале XX века при постройке и реконструкции депо стала применяться прямоугольно-ступенчатая конфигурация цехов ремонта.
В случае, если в депо отсутствует поворотный круг, разворот локомотивов осуществляется на поворотном треугольнике. При этом часть или все сооружения на территории депо оказываются внутри этого треугольника.